# Lisa Bjärbo
Lisa Bjärbo, född 12 maj 1980 i Östra Torsås distrikt, är en svensk författare och journalist.
Hon debuterade 2006 med barnboken Stora syndboken (medförfattare Elin Lindell) på förlaget Natur och Kultur, som följdes upp 2007 med Pinsamt! på samma förlag. Hennes ungdomsromandebut Det är så logiskt, alla fattar utom du släpptes av Rabén & Sjögren april 2010. År 2013 kom Vi måste sluta ses på det här sättet som hon skrev tillsammans med Johanna Lindbäck. Bjärbo har även skrivit bilderboksserier om Eddie och Ivar där den sista har dinosaurietema. Hon har även författat vegetariska kokböcker tillsammans med Sara Ask.
Hon har tidigare arbetat som redaktör för Barnens Bokklubbs medlemstidningar och Kamratposten.
Bjärbo driver sedan hösten 2016 podcasten Bladen brinner tillsammans med Johanna Lindbäck.